# Castro de Rey (parroquia)
Castro de Rey (llamada oficialmente San Xoán de Castro de Rei) es una parroquia y una villa española del municipio de Castro de Rey, en la provincia de Lugo, Galicia.

## Organización territorial
La parroquia está formada por dos entidades de población, constando una de ellas en el nomenclátor del Instituto Nacional de Estadística español:
- As Samesugueiras
- Castro de Rey

## Demografía
Gráfica demográfica de la villa de Castro de Rei y de la parroquia de San Xoán de Castro de Rei según el INE español:
| Gráfica de evolución demográfica de Castro de Rey entre 2000 y 2019 |
|                                                                     |
| Datos según el nomenclátor publicado por el INE.                    |